# Sami Hill
Pour les articles homonymes, voir Hill.
Ne doit pas être confondu avec Samantha Hill.
Sami Hill est une joueuse américaine de water-polo née le 8 juin 1992 à Honolulu. Elle a remporté avec l'équipe des États-Unis la médaille d'or du tournoi féminin aux Jeux olympiques d'été de 2016 à Rio de Janeiro.